# Hartpury University Rugby Football Club
Ne doit pas être confondu avec Gloucester-Hartpury Rugby Football Club.
Maillots
Actualités
Hartpury University Rugby Football Club, est un club de rugby à XV fondé en 2004, dans le Gloucestershire. Il joue actuellement en RFU Championship, c’est-à-dire la deuxième division anglaise.
Hartpury University possède également une équipe féminine en partenariat avec Gloucester Rugby, le Gloucester-Hartpury Rugby Football Club.

## Histoire
En 2000, La Hartpury College Rugby Academy est fondée et reçoit le support de Gloucester Rugby. En 2004, le projet du club prend forme pour devenir le Hartpury College RFC, où joue en majorité des étudiants de cette université.
Commençant au plus bas de la hiérarchie nationale, le club monte les échelons du rugby anglais rapidement, atteignant la troisième division dix ans plus tard. Hartpury reste en division 3 seulement deux saisons, dominant la saison 2016-2017 (sans aucune défaite) pour être promus en Championship. Le club a vu également de nombreux futurs joueurs internationaux faire leur gammes chez les jeunes, tels que Billy Burns, Callum Braley, Merab Sharikadze, Jonny Hill, Ellis Genge, Lewis Ludlow, Ross Moriarty, Louis Rees-Zammit, Sebastian Negri, Jonny May ou encore Alex Cuthbert.
L'équipe universitaire de Hartpury rencontre le succès avec trois titres nationaux consécutifs au BUCs Super Rugby en 2017, 2018 et 2019.

## Palmarès
- Championnat d'Angleterre de D3 (National League 1) : 2016-2017

## Joueurs passés par le club
Voir cette catégorie : Joueur du Hartpury University RFC.